# Abrostola tripartita
Plusie de l'Ortie
Espèce
Abrostola tripartita, la Plusie de l'Ortie, est une espèce de lépidoptères de la famille des Noctuidae, de la sous-famille des Plusiinae.

## Répartition et habitat

### Répartition
On la trouve dans la zone paléarctique.

### Habitat
La Plusie de l'Ortie fréquente surtout des lieux assez humides comme les prairies grasses, les marais, les bords de rivières ou encore les ruisseaux. En montagne, elle atteint des altitudes de près de 2 000 mètres. Elle est répandue dans presque toute la France, y compris en Corse, avec des fréquences variables selon les régions. Elle est présente dans le Nord-Pas-de-Calais.
L'imago butine les fleurs au crépuscule et vient sans problème à la lumière.

## Morphologie
Son envergure est comprise entre 27 et 35 mm. Elle se distingue par :
- la teinte de l'aire basale de ses ailes antérieures, grise comme le reste de l'aile, à peine éclaircie d'un semis d'écailles cendrées ;
- l'espace sombre entre les taches réniforme et orbiculaire ;
- sa tache sous-orbiculaire quadrangulaire et généralement soulignée d'écailles plus claires ;
- sa tache apicale sombre bien visible.

## Biologie
La chenille se nourrit d'orties et la chrysalide hiberne.

## Espèces proches
Abrostola tripartita ressemble à trois espèces du même genre : Abrostola asclepiadis, Abrostola triplasia, Abrostola agnorista.

## Systématique
L'espèce a été décrite par l'entomologiste allemand Johann Siegfried Hufnagel en 1766.
Son nom anglais est Spectacle.

## Galerie

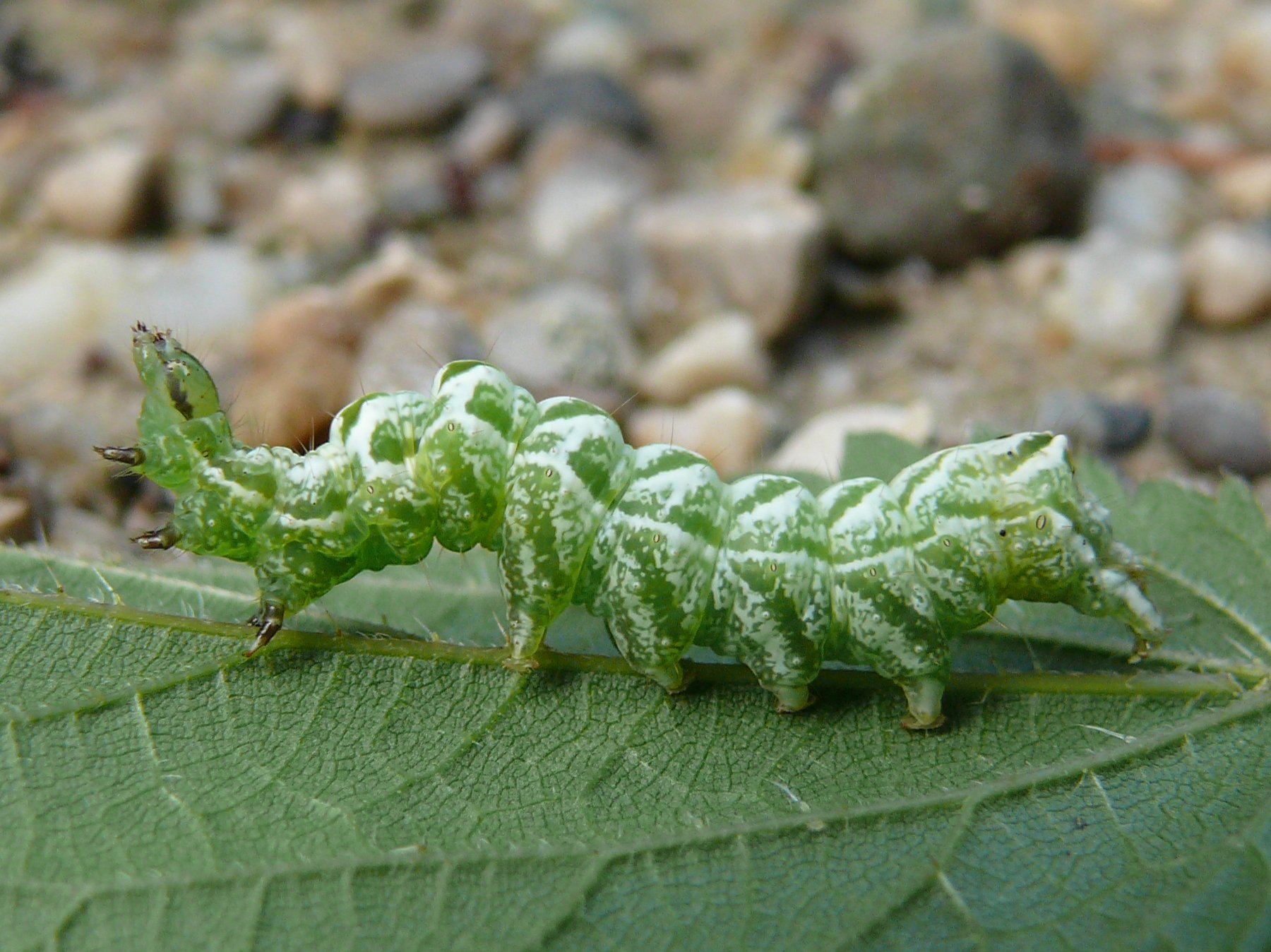
Chenille d’Abrostola tripartita
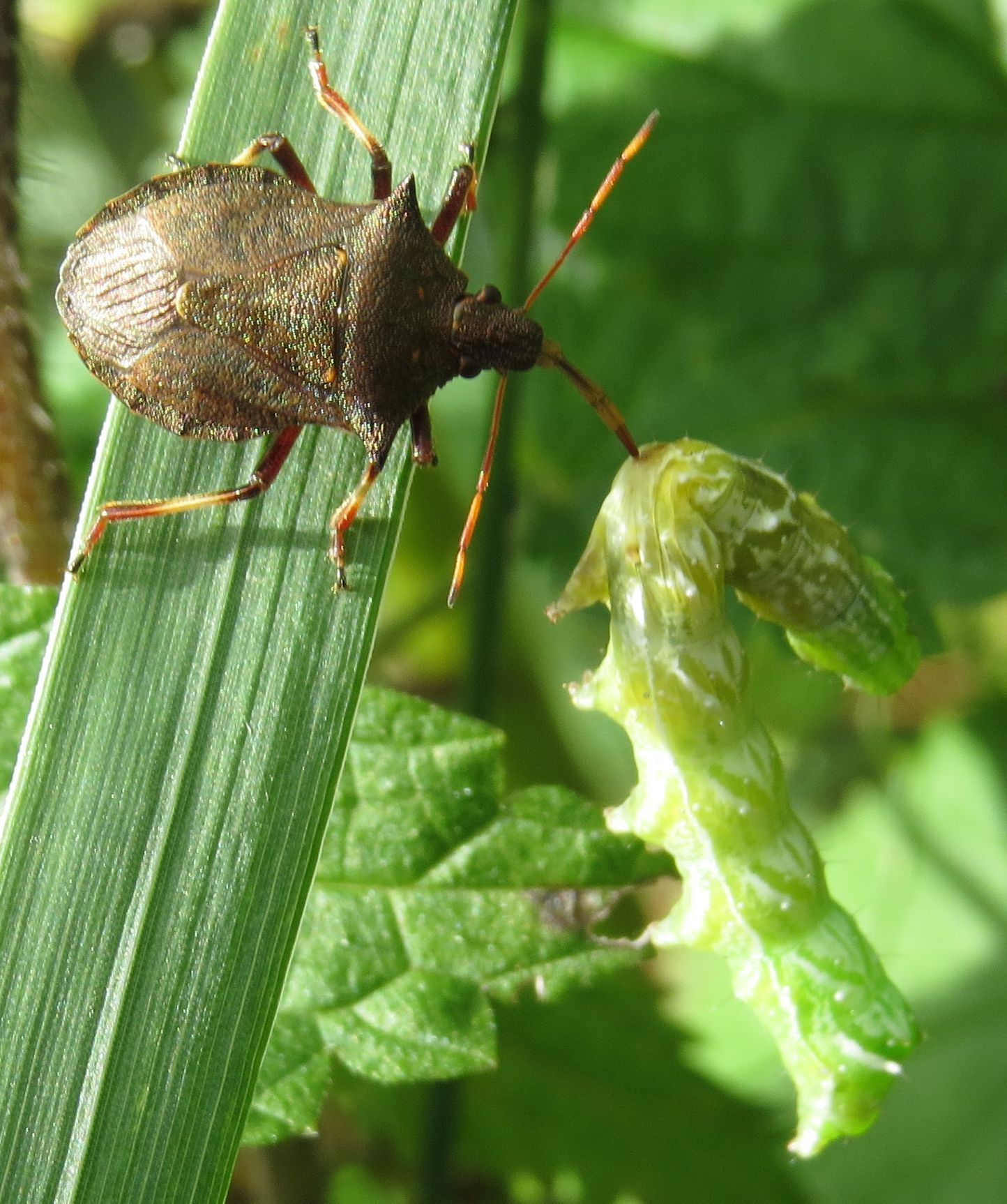
Abrostola tripartita larve attaquée par Picromerus bidens
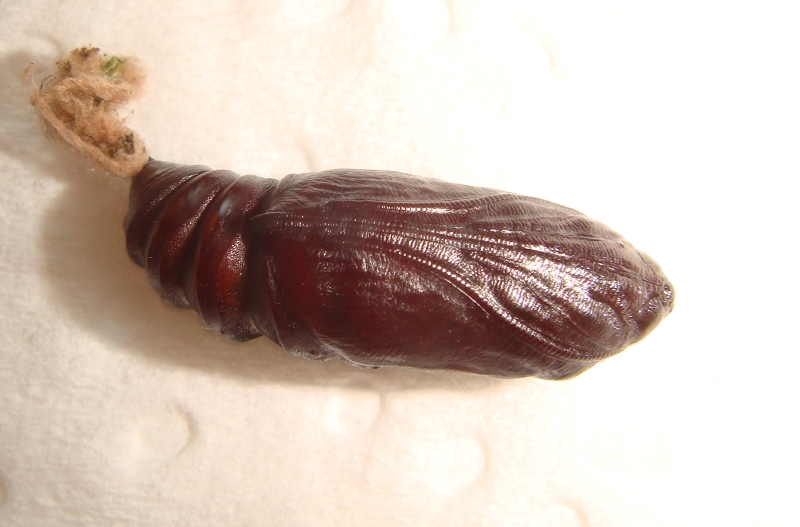
Pupe d’Abrostola tripartita